# Volvi
Volvi (griechisch Βόλβη (f. sg.)) ist eine Gemeinde im Osten der griechischen Region Zentralmakedonien. Anlässlich der Verwaltungsreform 2010 wurde sie aus dem Zusammenschluss von sechs Gemeinden gebildet. Die Gemeinde ist nach dem Volvi-See benannt, Verwaltungssitz ist die Kleinstadt Stavros.

## Lage
Das Gemeindegebiet Volvis erstreckt sich im Osten Zentralmakedoniens um den namensgebenden Volvi-See über 758,239 km² und reicht vom Koronia-See im Westen bis an den Strymonischen Golf im Osten. Nachbargemeinden sind im Westen Langadas, im Norden Visaltia und Amfipoli, sowie im Süden Aristotelis und Polygyros.

## Verwaltungsgliederung
Die Gemeinde Volvi entstand aufgrund der Verwaltungsreform 2010 aus der Fusion von Rendina, Agios Georgios, Apollonia, Arethousa, Egnatia und Madytos. Diese bilden seitdem die sechs Gemeindebezirke. Verwaltungssitz ist Stavros.
| Gemeindebezirk | griechischer Name               | Code   | Fläche (km²) | Einwohner 2011 | Stadtbezirke / Ortsgemeinschaften (Δημοτική /Τοπική Κοινότητα) | Lage |
| -------------- | ------------------------------- | ------ | ------------ | -------------- | -------------------------------------------------------------- | ---- |
| Rendina        | Δημοτική Ενότητα Ρεντίνας       | 070301 | 128,968      | 5.821          | Stavros, Ano Stavros, Volvi                                    |      |
| Agios Georgios | Δημοτική Ενότητα Αγίου Γεωργίου | 070302 | 066,355      | 5.717          | Asprovalta, Vrasna                                             |      |
| Apollonia      | Δημοτική Ενότητα Απολλωνίας     | 070303 | 168,466      | 3.876          | Nea Apollonia, Melissourgos, Nikomidino, Peristerona, Stivos   |      |
| Arethousa      | Δημοτική Ενότητα Αρέθουσας      | 070304 | 214,702      | 2.987          | Arethousa, Mavrouda, Skepasto, Stefanina, Filadelfio           |      |
| Egnatia        | Δημοτική Ενότητα Εγνατίας       | 070305 | 115,389      | 2.617          | Evangelismos, Nymfopetra, Profitis, Scholari                   |      |
| Madytos        | Δημοτική Ενότητα Μαδύτου        | 070306 | 089,240      | 2.460          | Apollonia, Modi, Nea Madytos                                   |      |
| Gesamt         | Gesamt                          | 0703   | 783,120      | 23.478         |                                                                |      |